# Бутанитисы
Бутанитисы, или трёххвостые парусники (лат. Bhutanitis) — род дневных бабочек, семейства Парусники.

## Название
Название указывает на Бутан — страну, где впервые был найден вид Bhutanitis lidderdalii, который называют «славой Бутана» (англ. Bhutan Glory).

## Общая характеристика
Размах крыльев 100—116 мм.
Держатся в верхушках деревьев, летая на высоте и крайне редко спускаются к земле. Полёт медленный, порхающий, плавный, с резкими изменениями направления полёта.
Самый редкий вид рода — Бутанитис Ладлоу (Bhutanitis ludlowi) из Бутана.

## Распространение
Распространены на территории Южной Азии и континентальной части Юго-Восточной Азии.
Бабочки обитают в высокогорных лесах на высоте до 2300—2800 м над уровнем моря.

## Размножение
Кормовые растения гусениц: род Кирказон — Aristolochia spp., A. kaempferii, A. mandshuriensis и A. griffithii.

## Виды
В состав рода входит 4 вида:

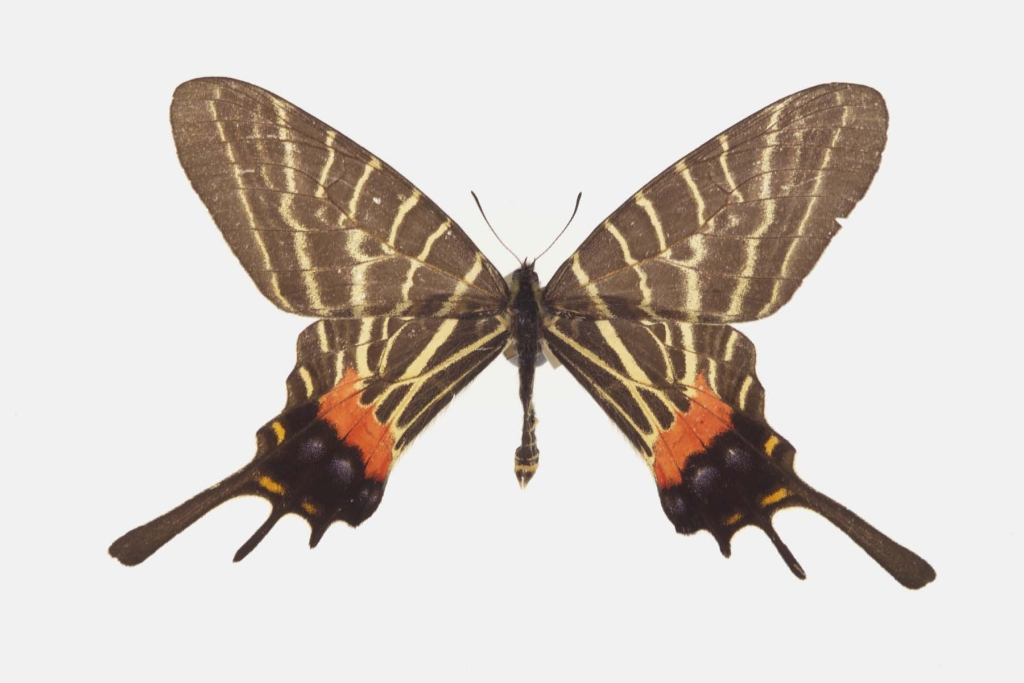
Bhutanitis thaidina

- Bhutanitis lidderdalii (Atkinson, 1873)
- Bhutanitis ludlowi (Gabriel, 1942)
- Bhutanitis mansfieldi (Riley, 1939)
- Bhutanitis thaidina (Blanchard, 1871)

## Замечания по охране
Внесен в перечень чешуекрылых экспорт, реэкспорт и импорт которых регулируется в соответствии с Конвенцией о международной торговле видами дикой фауны и флоры, находящимися под угрозой исчезновения (СИТЕС).